# XMLGUI
XMLGUI 是KDE的框架，使用XML來設計應用程序的用戶界面。
在這個框架內，程序員設計的各種動作(action)，他的應用程序可以實行。一些動作已經被定義在KDE框架中，如打開文件或關閉該應用程序。每個動作可以聯結各種數據，包括圖標、說明文字和提示。 
這個設計有趣的部分是程序員對於動作不是插入選單或工具欄。相反，程序員提供一個XML文件，其中描述選單欄和工具欄的佈局。利用這個系統，用戶可以重新設計應用程序的用戶界面，而無需觸摸的源代碼中的程序問題。
此外， XMLGUI是易於使用的KDE KParts組件編程接口，一個應用程序就可以輕鬆地集成KPart 格式的 GUI到它自己的圖形用戶界面。Konqueror文件管理器就是此功能典型的例子。

## 其他項目
KDE 4中一個代號為LiveUI的項目目前正在開發。其用意是作為XMLGUI繼任。

## 另見
- Qt Style Sheets

## 外部連結
- KDE Guide to the XMLGUI architecture